# Tercera Vía (partido político)
La Tercera Vía es un pequeño partido político palestino de centro activo en el territorio de administración de la Autoridad Nacional Palestina (ANP). 
El partido fue fundado el 16 de diciembre de 2005, el partido está dirigido por Salam Fayyad y Hanan Ashrawi, y la campaña electoral fue dirigida por Sami Abdel-Shafi. En enero de 2006, recibió un 2,41% del voto popular y ganó dos escaños de los 132 del consejo. El partido se presenta como una alternativa al sistema bipartidista de Hamás y Fatah. El 15 de junio de 2007, el presidente de la Autoridad Nacional Palestina, Mahmud Abbas, nombró como primer ministro del nuevo gobierno de emergencia al Dr. Salam Fayyad, después de la toma de posesión de la Franja de Gaza por parte de Hamás. 
- Datos: Q782016